# Eledone cirrhosa
Eledone cirrhosa (Virvelkrake) är en bläckfiskart som först beskrevs av Jean-Baptiste Lamarck 1798.  Eledone cirrhosa ingår i släktet Eledone och familjen Octopodidae. Enligt den svenska rödlistan är arten starkt hotad i Sverige. Arten förekommer i Götaland. Artens livsmiljö är havet. Inga underarter finns listade i Catalogue of Life.

## Bildgalleri

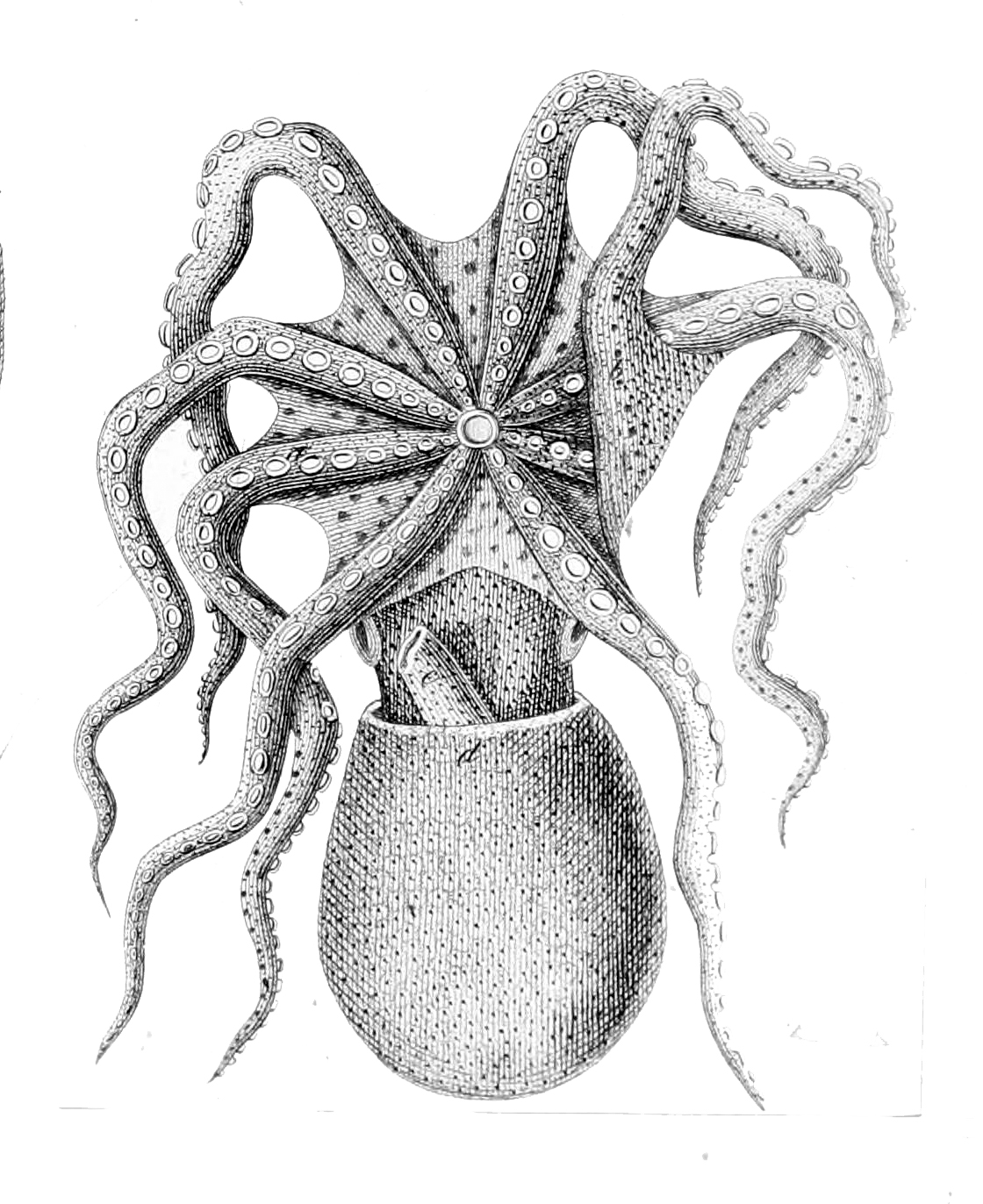
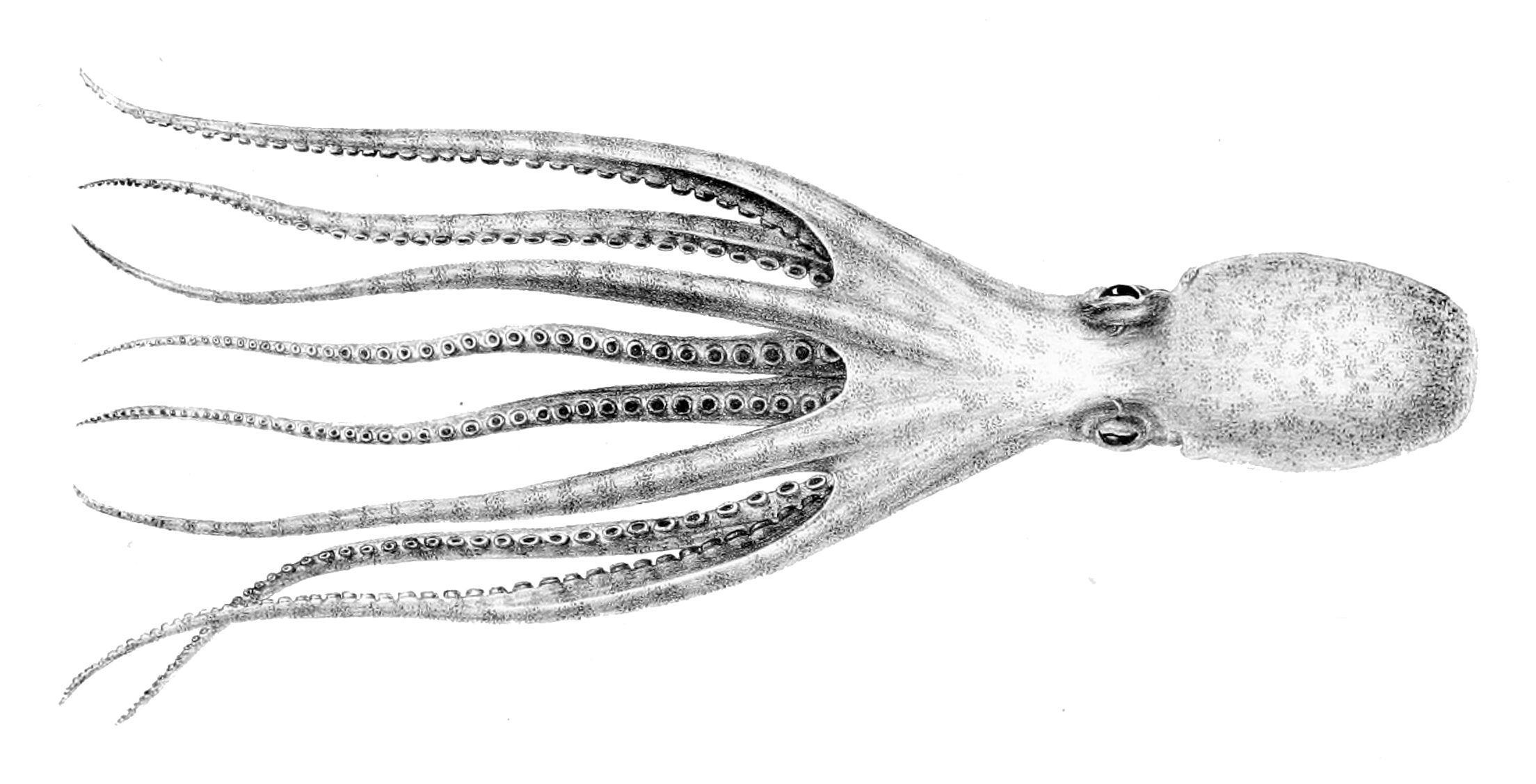